# August Bielowski
August Bielowski (Augustyn), álnéven Jan Płaza Bielowski); Krechowice, 1806. március 27. – Lemberg, 1876. október 12.) lengyel író, történész.

## Életpályája
1828-ban végezte el a bazilita kolostor gimnáziumát Buczacz ban, majd a lembergi egyetemen folytatott tanulmányokat. A novemberi felkelés kitörése után csatlakozott a Kongresszusi Királyság lengyel hadseregéhez, a Visztulai Légióban szolgált Samuel Różycki Sámuel tábornok hadtestében. A felkelés bukása után Galíciába ment. 1834-ben az osztrák hatóságok összeesküvés vádjával letartóztatták, és két évre bebörtönözték. 

## Munkássága
Irodalmi működését szerb és kis-orosz dalok fordításával kezdte (Lemberg 1830-33). Saját költeményei és történeti rapszódiái nem nagy jelentőségűek, ám későbbi történeti művei annál fontosabbak. Wstęp krytyczny do dziejów Polski című művében (Lemberg, 1850) Dáciát jelöli ki a lengyelek ősi lakóhelyéül, ám ezt más történetírók (pl. Bartoszevicz) megcáfolták. Bielowski az alapítója és kiadója volt a Monumenta Poloniae historica című sorozatnak, amely Krakkóban jelent meg 1873 és 1876 között. Utolsó éveiben a lembergi Ossolinski-könyvtár igazgatója volt.

## Művei (válogatás)
- Myśli do dziejów słowiańskich (1841)
- Początkowe dzieje Polski (1842)
- Wstęp krytyczny do dziejów Polski (1850)wersja cyfrowa
- Rzut oka na dotychczasową pierwotną polską historyą (1853) Wersja cyfrowa Archiválva 2007. július 6-i dátummal a Wayback Machine-ben
- Pokucie (1856)
- Nagrobek Bolesława Chrobrego (1857)
- Żywot Św. Metodego (1858)
- Synowie Chrobrego (1859)
- Zamość (1862) Wersja cyfrowa[halott link]
- Monumenta Poloniae historica = Pomniki dziejowe Polski Wersja cyfrowa
- Genealogia xiążąt i królów polskich od roku 880–1195 (1866)
- Wyniki badań najnowszych o Mistrzu Wincentym i jego kronice (1872)

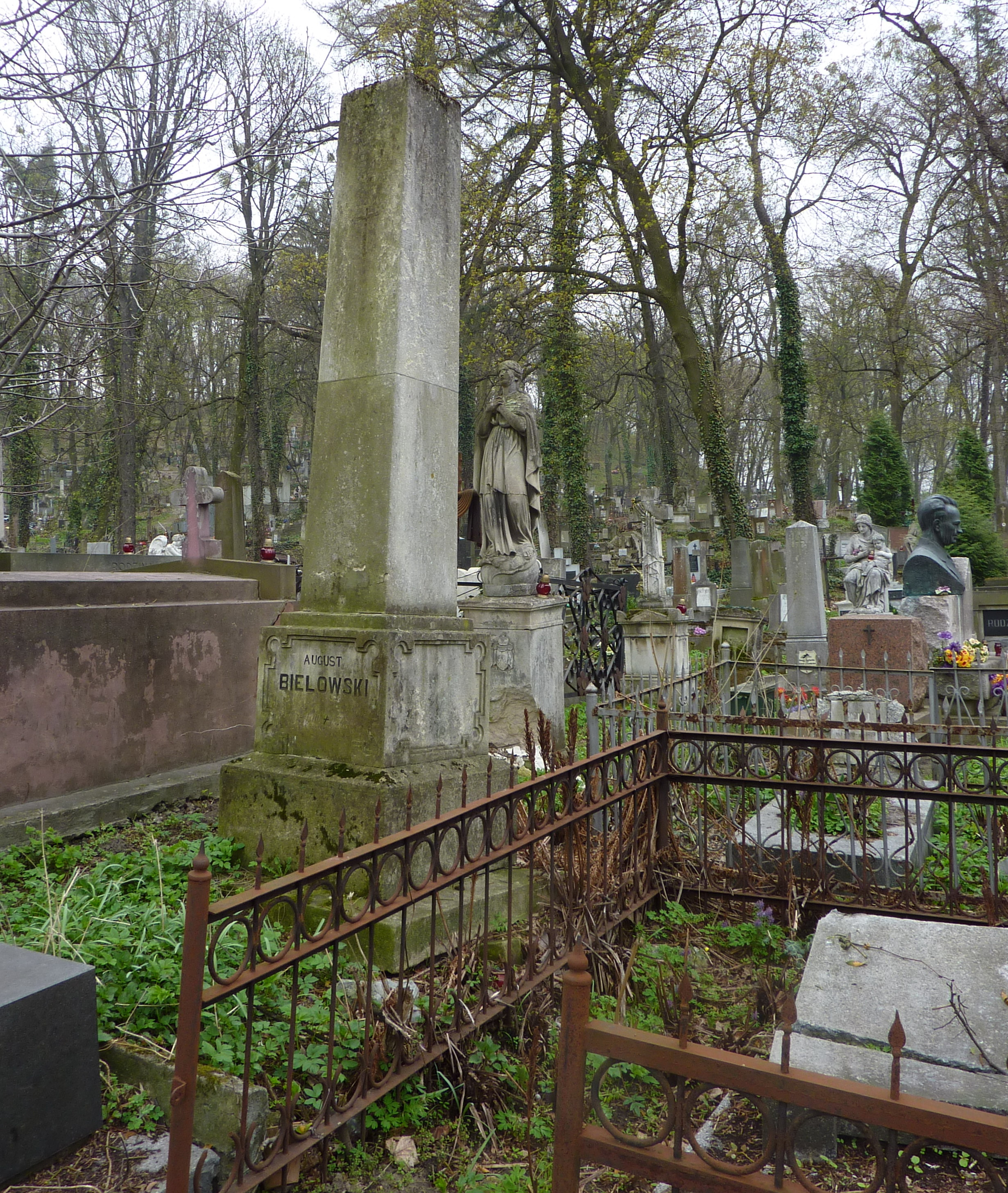
Sírja

- Szymon Szymonowic (1875)

## Emlékezete
Sírja Lvovban a Łyczakowski-temetőben található.